# He-Man and the Masters of the Universe
He-Man and the Masters of the Universe (rinominata nella seconda stagione Master of The Universe VS The Snakemen in originale) è una serie televisiva a cartoni animati che reinterpreta la omonima serie classica di cartoni del 1983; è stata prodotta nel 2002 dalla Mike Young Productions, in coincidenza con il ravvivarsi del marchio dei Masters of the Universe operato dalla Mattel dopo anni di oblio. Si compone di 39 episodi distribuiti in due stagioni. Negli Stati Uniti d'America è stata trasmessa dall'emittente Cartoon Network, mentre l'edizione italiana è stata trasmessa in prima visione su Italia 1 ed in seguito replicata su Italia Teen Television e su Hiro; la versione DVD è per ora prevista soltanto per il mercato anglofono.
Contrariamente al precedente tentativo di rilancio avvenuto con il sequel He-Man del 1990, che era ambientato nel futuro dell'universo narrativo in un fantascientifico mondo di Primus, questa versione del 2002 punta ad un ritorno alle radici della serie classica del 1983, tuttavia con una maggiore attenzione al background dei personaggi ed una forte trama orizzontale, oltre che ad un maggiore dinamismo dei disegni. Nella confezione dello spettacolo sono stati ripresi elementi da tutto il materiale animato precedente e da alcuni dei fumetti pubblicati al tempo, come per esempio l'idea dei saggi e delle architetture fatte di cristallo (che proviene appunto dalla serie futuristica), oppure il personaggio di Hordak, che negli anni '80 era stato mostrato in forma animata principalmente nella serie di She-Ra.
La serie si è avvalsa della collaborazione di alcuni fra gli scrittori della serie classica, fra cui Larry DiTillio.

## Adam e He-Man
Nella serie classica del 1983 il principe Adam esagerava volutamente la sua goffaggine ed incoscienza, proprio per mantenere una notevole distanza fra la sua figura e quella di He-Man, perché nessuno potesse immaginare che fossero la stessa persona, alla stessa maniera di Don Diego per non essere accostato a Zorro. In questa serie invece le cose sono cambiate: il principe Adam inizialmente è realmente goffo ed infantile, essendo un inesperto ragazzino di sedici anni, in luogo del giocherellone, ma in fondo affidabile, giovane diciottenne della serie classica. I due principi Adam sono diversi anche nel fisico: mentre nella serie classica Adam è raffigurato muscoloso quanto He-Man e gli altri eroi della serie, nella serie del 2002 Adam è gracile e minuto, con un fisico ancora immaturo.
Questa volta He-Man non è più soltanto un "travestimento con superpoteri", ma è una vera e propria trasformazione in un'altra persona: He-Man diventa la versione cresciuta di Adam nel fisico e nel carattere.

## La serie animata
In questa serie le puntate, pur essendo autoconclusive, seguono una trama di fondo, ed i vari personaggi secondari assumono spesso il ruolo di protagonisti temporanei, in modo che il pubblico possa conoscerli meglio e magari affezionarcisi. È secondo questa logica che vengono altresì narrate le origini di alcuni di loro, e anche la storia di Eternia. Sono anche presenti alcuni personaggi provenienti dalle serie di giocattoli che non erano mai apparsi sullo schermo. Inizialmente questa serie era stata pensata per essere un seguito di quella classica del 1983, poi la Mattel cambiò idea, ma i lavori non vennero ricominciati da capo, e questo fatto ha lasciato il segno su alcuni particolari. Secondo il copione originario Skeletor aveva conquistato Grayskull e la Spada del Potere Duplice (la prima spada maneggiata da He-Man era composta da due lame affiancate). He-Man doveva fronteggiarlo con una spada frutto delle conoscenze congiunte di Man-At-Arms e Sorceress: una spada per metà mistica e per metà tecnologica, che venne poi adottata comunque.

### Stagione 1 (26 episodi)
Il Pianeta Eternia ha visto la fine di tirannia e malvagità. La comunità vive in pace, nella sicurezza che le peggiori minacce sono esiliate dietro la muraglia mistica, nei desolati territori vicino alla Montagna del Serpente.
Ritenendo il pericolo fuori portata, nessuno si preoccupa dei tentativi del malvagio Skeletor per rompere la barriera, che alla fine cede, lasciando lui e i suoi accoliti liberi di diffondere nuovamente la sua malvagità, cominciando con la cattura del re di Eternia Randor. Skeletor è incollerito particolarmente da questo capitano divenuto re, perché nella battaglia che precedette il suo esilio, quando ancora si chiamava Keldor, evitando e ritorcendogli contro il suo attacco, lo sfigurò orribilmente.
Il crollo delle mura viene subito avvertito da Sorceress, maga guardiana del castello di Grayskull, che chiama il fidato amico Man-At-Arms, avvertendolo che il destino delle mura si è compiuto, e che è giunta l'ora che un altro destino, quello dell'eroe di Grayskull, abbia a compiersi.
Il giovane Adam, viziato e spensierato principe, futuro erede al trono di Eternia, è allenato giornalmente dalla severa Teela, sua migliore amica. Adam viene avvicinato dal padre adottivo di Teela, Man-at-arms, che lo conduce al Castello di Grayskull. Lì Adam apprende da Sorceress l'avvicinarsi del male ed il suo ruolo nella difesa del regno come He-Man. Adam, ovviamente rifiuta incredulo ogni responsabilità, e fa ritorno al Palazzo reale, dove però scopre amaramente l'avvenuto attacco ed il rapimento del padre ad opera delle forze di Skeletor.
Ricredendosi sugli avvertimenti di Sorceress e stupito della forza dei soldati di Skeletor, Adam torna subito al Castello di Grayskull, senza curarsi di apparire un codardo. Nell'antica fortezza Sorceress gli consegna la Spada del Potere: con essa, Adam trasforma se stesso in He-Man, e la sua tigre domestica in Battle-Cat. Così "armato" He-Man si reca al campo di battaglia, rovescia le sorti della battaglia in favore dei dominatori dell'universo, e salva il re Randor.
Nel corso della prima stagione, la difesa di Eternia migliora, grazie agli accordi con nuovi alleati, come il popolo di Andrinos (gli uomini-ape), o convinti direttamente da He-Man, come Cyclone. La maga di Grayskull, Sorceress, si rivela come la madre di Teela; si apprende che quest'ultima, soggetta a manifestazioni di incontrollati poteri, ne dovrà ereditare la responsabilità e il manto di "Sorceress". Skeletor apprende che il potere dei saggi, durante il suo esilio, è finito a Grayskull e dedicherà ogni sforzo per entrarvi. Si accenna anche a Hordak, il malvagio "mentore" di Skeletor, e il vincitore degli uomini serpente.
Molto più che nella serie classica, la vendita dei giocattoli era un obiettivo del cartone; perciò in alcune puntate vediamo He-Man e Skeletor con costumi differenti, ora invernali, ora armature antiche, ora esoscheletri tecnologici.
La prima stagione ha termine in un momento di grande tensione: Skeletor ha radunato i maggiori avversari di He-Man, e usando i suoi consueti alleati come esca, riesce a catturare la gran parte dei dominatori; Adam perde la Spada del Potere, e si trova a difendere senza di essa il Castello di Grayskull, contro Skeletor e tutti i suoi alleati, vecchi e nuovi.

### Stagione 2 (13 episodi - incompiuta)
La serie si apre con la risoluzione del conflitto lasciato in sospeso: Orko riporta la Spada del Potere ad Adam, i dominatori vengono liberati, Skeletor battuto, la sua nuova banda sciolta. Evil-Lyn, offesa dal tradimento di Skeletor, cerca una nuova guida e decide, con l'ausilio di Kobra Khan, di liberare gli uomini-serpente ed il loro condottiero, il malvagio Re Hiss, dalla loro prigione nella montagna del Serpente (nel cui nome è spiegata l'esistenza), lo stesso covo di Skeletor.
Adam apprende della sollevazione degli uomini-serpente da Sorceress, e scopre le vestigia di He-Man molto cambiate: una nuova armatura, pensata appositamente per contrastare i nuovi nemici. Skeletor passa momentaneamente in secondo piano, per poi recuperare il suo status di antagonista.
Questa stagione è più corta della prima, e gli episodi sono ormai susseguenti e non più autoconclusivi. I personaggi vengono maggiormente sviluppati, e ne vengono reintrodotti dei vecchi, come Fisto, un soldato della Grande Discordia, disonorato per una assenza non permessa, riottoso fratello maggiore di Man-At-Arms.
Nell'episodio "Ritorno al Passato" (Out of the Past) si narra di come la giovane Sorceress, all'epoca libera dai suoi doveri, assisté un soldato sofferente per le ferite e l'amnesia, innamorandosene perdutamente. Il soldato scomparve misteriosamente e non è chiaro se costui dovesse essere stato Man-At-Arms, Fisto o qualcun altro, lasciando oscuro questo mistero.
Vengono poi rivelate anche le origini di Skeletor e di Evil-Lyn; in un episodio la Maga parla al giovane Adam del Castello di Grayskull, il cui re portava tale nome e bandì Hordak a Despondos; la battaglia gli fu fatale (come gli era stato predetto) e morì, ma prima scelse la sua sposa come prima Sorceress e guardiana del suo castello, e i suoi vassalli (provenienti da diverse razze eterniane) diventarono i saggi, depositari del potere che scorreva nel suo corpo; la sua spada rimase nel castello, in attesa di passare ad un suo discendente e canalizzare in quest'ultimo il "potere di Grayskull". La serie si conclude con l'episodio 13, che vede la sconfitta degli Uomini Serpente, la cattura di un gravemente ferito Re Hiss, sconfitto da Zodak, e la distruzione da parte di He-man del dio Aspis, che ritorna, pietrificato, ad essere la montagna del Serpente stessa.
Se la produzione non fosse stata interrotta, la seconda stagione sarebbe stata completata così: Re Hiss si sarebbe ristabilito, dopo la sua cattura operata dai dominatori, e avremmo assistito al confronto finale fra lui e Skeletor, che avrebbe visto quest'ultimo vincitore.
Una creatura di Skeletor sarebbe stata mandata per annientare la reputazione di He-Man e rovesciare il governo di re Randor, una comparsa ripresa dalla serie classica: "Impostore" (Faker), un alter ego malvagio di He-Man, con la sua stessa forza.

### Stagione 3 (mai realizzata)
Nella terza stagione avremmo assistito alla conquista di Eternia da parte dell'annunciato Hordak e delle sue orde maligne (fra cui l'irsuto Grizzlor, il viscido Mantenna, il mostro succhia potere Leech, i cyborg Mosquitor e Dragstor), riportate nella dimensione eterniana da Evil-Lyn. Sopraffatto Skeletor e sparso caos per tutta Eternia, He-Man e i dominatori sarebbero allora divenuti fuggitivi ricercati.
Al termine della stagione l'ingrato Skeletor sarebbe riuscito a sopraffare persino il terribile Hordak, al quale doveva la vita; Man-At-Arms sarebbe stato catturato e trasformato in un uomo-serpente (evento mostrato comunque nei fumetti, con una storia ispirata alla sceneggiatura del non realizzato quarantesimo episodio animato), ma non si sa se questa avrebbe dovuto essere una condizione definitiva, Teela avrebbe compiuto il suo destino divenendo la nuova Sorceress di Grayskull, She-Ra avrebbe fatto la sua comparsa, insieme ad altri vecchi personaggi.

## Cancellazione
Compiuta la prima parte della seconda stagione, la serie è stata rimossa dai palinsesti da Cartoon Network, seguita rapidamente anche dalla Mattel. La motivazione è che lo spettacolo non ha ricevuto grandi ascolti, e che la linea di giocattoli non è piaciuta alle masse. L'opinione dei fans è che il fallimento era annunciato in partenza dalla cattiva promozione che se ne è fatta. Criticato anche il lavoro dei “Four Horsemen Studios”, disegnatori delle action figure, giudicate non “moderne” in un catalogo carente (perché presente un numero eccessivo di static figure, cioè i vecchi pupazzi non snodabili), e poco appetibili dai collezionisti.
È amaramente ironico osservare come anche in questo caso He-Man and the Masters of the Universe ha sofferto degli stessi problemi di una volta, nonostante i quasi venti anni trascorsi. Allora una carente e malgestita distribuzione del catalogo presso i commercianti (ad esempio tre Skeletor contro una Evil-Lyn), rese impossibile a molti collezionisti procurarsi la serie completa, mentre per molti commercianti fu un problema riuscire a vendere il merchandise dedicato a personaggi poco pubblicizzati.

## Fumetti
In coincidenza con la nuova serie animata fu pubblicata anche una nuova serie a fumetti, da parte della MV Creations.
Inizialmente fu un successo annunciato: non per nulla erano andati bene anche i nuovi Transformers e i G.I. Joe; inoltre era un periodo di riscoperta del genere fantasy e di varie “operazioni-nostalgia”. Però alla lunga questo fumetto, molto più maturo della serie animata, non ha saputo entrare nelle simpatie dei maggiori acquirenti di comics statunitensi: i teenager.
Oltre al problema di pagare le royalties, gli autori avevano anche il problema, dovuto a motivi legali e di contratto, di non potere aggiungere nessun personaggio che non fosse presente anche nel cartone; a meno che non fosse anonimo.
Nel 2004, con il numero 8 del Volume 3, la serie venne interrotta.
Lo stile del fumetto, più maturo rispetto alla serie animata, rispecchia quella che è stata la polemica fra gli addetti ai lavori e la Mattel. Quest'ultima ha pesantemente influenzato la produzione della serie animata, contrariamente a quel che accadde con la Filmation, alla quale venne data praticamente carta bianca (nella creazione delle storie e nell'adattamento dei personaggi). La volontà dei fumettisti di creare una continuità indipendente venne amaramente delusa.
Fra i disegnatori di questa generazione di fumetti c'è anche un artista italiano, Emiliano Santalucia.

## Lista dei fumetti
Masters of the Universe (Volume I, miniserie)
- Numeri: 1 - 4
- "The Shard of Darkness" tascabile

Masters of the Universe (Volume II, miniserie)
- Numeri: 1 - 6
- "Dark Reflections" tascabile

Masters of the Universe - The Icons of Evil (serie di autoconclusivi)
- "Beast Man"
- "Mer-Man"
- "Trap Jaw"
- "Tri-Klops"
- "The Icons of Evil" tascabili

"He-Man and the Rise of the Snake Men" (miniserie)
- Numeri: 1 - 3

Masters of the Universe Halloween Specials
- Dream Halloween 2002
- "The Power of Fear" Dream Halloween 2003

Masters of the Universe Season 1 Encyclopedia
- Issue 1 (interrotta subito, avrebbe dovuto comporsi di 5 numeri)

Masters of the Universe (Volume III, serie continuativa)
- Numeri: 1 - 8 (interrotta al numero 8)

## Lista episodi

### Stagione 1
| n° | Titolo originale            | Titolo italiano                       |
| -- | --------------------------- | ------------------------------------- |
| 01 | The Beginning: Part 1       | L'inizio                              |
| 02 | The Beginning: Part 2       | La spada di Eternia                   |
| 03 | The Beginning: Part 3       | Scontro frontale                      |
| 04 | The Courage of Adam         | L'imboscata                           |
| 05 | Sky War                     | L'inganno                             |
| 06 | The Deep End                | Il cristallo                          |
| 07 | Lessons                     | La pietra dell'ariete                 |
| 08 | Siren's Song                | Il canto della sirena                 |
| 09 | The Ties That Bind          | Telepatia                             |
| 10 | Dragon's Brood              | Cuore di drago                        |
| 11 | Turnabout                   | La bontà vince sempre                 |
| 12 | Mekaneck's Lament           | Il ritorno del Conte Marzo            |
| 13 | Night of the Shadowbeasts   | Paura del buio                        |
| 14 | Underworld                  | Duello nel sottosuolo                 |
| 15 | The Mystery of Anwat Gar    | Le pietre sacre                       |
| 16 | The Monster Within          | Alleanza mostruosa                    |
| 17 | Roboto's Gambit             | La mossa vincente                     |
| 18 | Trust                       | Duello fra i ghiacci                  |
| 19 | Orko's Garden               | Il giardiniere reale                  |
| 20 | Buzz-Off's Pride            | Buzz-Off contro i giganti             |
| 21 | Snake Pit                   | La fossa dei serpenti                 |
| 22 | The Island                  | L'isola                               |
| 23 | The Sweet Smell of Victory  | Il dolce profumo della vittoria       |
| 24 | Separation                  | L'antico incantesimo                  |
| 25 | The Council of Evil: Part 1 | Il consiglio del male (prima parte)   |
| 26 | The Council of Evil: Part 2 | Il consiglio del male (seconda parte) |

### Stagione 2
| n° | Titolo originale              | Titolo italiano                                  |
| -- | ----------------------------- | ------------------------------------------------ |
| 27 | The Last Stand                | L'ultimo tradimento                              |
| 28 | To Walk With Dragons          | Il volo con i draghi                             |
| 29 | Out of the Past               | Ritorno al passato                               |
| 30 | Rise of the Snake Men: Part 1 | La rivolta degli uomini serpente (prima parte)   |
| 31 | Rise of the Snake Men: Part 2 | La rivolta degli uomini serpente (seconda parte) |
| 32 | The Price of Deceit           | Il prezzo del tradimento                         |
| 33 | Of Machines and Men           | Black-out su Eternia                             |
| 34 | Second Skin                   | L'anello del serpente                            |
| 35 | The Power of Grayskull        | La spada di Grayskull                            |
| 36 | Web of Evil                   | La ragnatela del male                            |
| 37 | Rattle of the Snake           | Pericolo nelle miniere                           |
| 38 | History                       | Il pozzo delle tenebre                           |
| 39 | Awaken the Serpent            | Il risveglio del Dio Aspis                       |

## Doppiaggio
| Personaggio          | Doppiatore originale                      | Doppiatore italiano                                           |
| -------------------- | ----------------------------------------- | ------------------------------------------------------------- |
| Principe Adam/He-Man | Cam Clarke                                | Lorenzo Scattorin                                             |
| Keldor/Skeletor      | Brian Dobson                              | Massimiliano Lotti                                            |
| Evil-Lyn             | Kathleen Barr                             | Daniela Fava                                                  |
| Teela                | Lisa Ann Beley                            | Lorella De Luca                                               |
| Whiplash             | Garry Chalk                               |                                                               |
| Re Randor            | Michael Donovan                           | Marco Balzarotti                                              |
| Regina Marlena       | Nicole Oliver                             | Anna Maria Tulli                                              |
| Maga                 | Nicole Oliver                             | Patrizia Scianca                                              |
| Orko                 | Gabe Khouth                               | Daniele Demma                                                 |
| Strator              | Scott McNeil                              | Riccardo Rovatti                                              |
| Re Hiss              | Brian Dobson                              | Tony Fuochi                                                   |
| Duncan/Man-at-arms   | Garry Chalk                               | Giorgio Bonino                                                |
| Mekaneck             | Gabe Khouth                               | Oliviero Corbetta (1^, 3^ voce) Giovanni Battezzato (2^ voce) |
| Beast Man            | Scott McNeil                              | Pietro Ubaldi                                                 |
| Hordak               | Michael Donovan (s.1) Colin Murdock (s.2) | Antonio Paiola                                                |
| Mer-Man              | Scott McNeil                              |                                                               |
| Trap-Jaw             | Paul Dobson                               | Maurizio Scattorin (1^ voce) Stefano Albertini (2^ voce)      |
| Ram Man              | Scott McNeil                              |                                                               |
| Clawful              | Scott McNeil                              |                                                               |
| Man-e-faces          | Paul Dobson                               | Tony Fuochi                                                   |
| Tri-Klops            | Paul Dobson                               | Mario Scarabelli (1^ voce) ?? (2^ voce)                       |
| Sy-Klone             | John Payne                                | Mario Zucca                                                   |
| Moss Man             | John Payne                                | Enrico Bertorelli                                             |
| Deker                | Mark Acheson                              | Antonio Paiola                                                |
| Kobra Khan           | Scott McNeil                              | Gianni Quillico                                               |
| Odiphus/Stinkor      | Brian Drummond                            | Davide Garbolino                                              |
| Buzz-Off             | Brian Dobson                              |                                                               |
| Roboto               | Michael Donovan                           |                                                               |
| Conte Marzo          | Michael Donovan                           | Raffaele Fallica                                              |
| Evilseed             | Don Brown                                 |                                                               |
| Generale Rattlor     | Richard Newman                            |                                                               |
| Zodak                | Christopher Judge                         |                                                               |
| Sortek               | Richard Newman                            | Antonio Paiola                                                |
| Lord Artis           | Mark Gibbon                               | Diego Sabre                                                   |
| Re Grayskull         | Mark Gibbon                               | Claudio Moneta                                                |
| Oracolo di Zalesia   | Colin Murdock                             | Riccardo Peroni                                               |
| Webstor              | Brian Dobson                              | Stefano Albertini                                             |
| Ceratus              | Brian Dobson                              | Giovanni Battezzato                                           |